# Moteurs de Formule 1
 (juillet 2021).
Les moteurs de Formule 1 ont suivi une évolution continue depuis la création du championnat du monde en 1950, en fonction de l'évolution de la réglementation édictée par la commission spécialisée de la Fédération internationale de l'automobile (FIA), et dont la gestion est assurée par la Formula One Administration.

## Histoire

### 2014 à 2020
À partir de 2014, la règlementation des moteurs de Formule 1 est profondément modifiée :
- le nombre de cylindres est limité à 6 (en V, à 90°),
- la cylindrée est limitée à 1,6 litre,
- la rotation maximale est limitée à 15 000 tours par minute,
- le turbocompresseur est autorisé,
- les systèmes de récupération d’énergie (à partir des systèmes de freinage et des gaz d’échappement) sont autorisés, le MGU-K (Motor Generator Unit-Kinetic) pour l’énergie cinétique et le MGU-H (Motor Generator Unit-Heat) pour la chaleur[1],
- le débit d’alimentation en carburant est limité à 100 kilogrammes par heure[2],[3].

Quatre motoristes, Mercedes, Ferrari et Renault en 2014, Honda en 2015, équipent les dix écuries en compétition. En 2018 les meilleurs moteurs atteignent 1000 chevaux en qualification.

### Depuis 2021
En prévision de la saison 2021, et des saisons ultérieures, les perspectives d'évolution de la réglementation des moteurs de Formule 1 sont discutées au sein de différentes instances, notamment au sein du Groupe Stratégie et au sein d'une instance moins formelle, le groupe des motoristes, pour des questions de puissance, de bruit, de standardisation de pièces et de coûts,.

## Tableau récapitulatif
| Années    | Cycles       | Cylindrée maximale    | Cylindrée maximale         | Rotation maximale | Cylindres       | Carburant       | Carburant       |
| Années    | Cycles       | Atmosphérique         | Suralimenté Turbocompressé | Rotation maximale | Cylindres       | Alcool          | Essence         |
| --------- | ------------ | --------------------- | -------------------------- | ----------------- | --------------- | --------------- | --------------- |
| 1947-1953 | Non spécifié | 4,5 litres            | 1,5 litre                  | Sans limitation   | Sans limitation | Sans limitation | Sans limitation |
| 1954-1957 | Non spécifié | 2,5 litres            | 0,75 litre                 | Sans limitation   | Sans limitation | Sans limitation | Sans limitation |
| 1958-1960 | Non spécifié | 2,5 litres            | 0,75 litre                 | Sans limitation   | Sans limitation | Interdit        | Sans limitation |
| 1961-1962 | Non spécifié | 1,5 litre (1,3 mini.) | Interdit                   | Sans limitation   | Sans limitation | Interdit        | Sans limitation |
| 1963-1965 | Non spécifié | 1,5 litre (1,3 mini.) | Interdit                   | Sans limitation   | Sans limitation | Interdit        | Pompe           |
| 1966-1980 | Non spécifié | 3 litres              | 1,5 litre                  | Sans limitation   | Sans limitation | Interdit        | Sans limitation |
| 1981-1985 | Quatre temps | 3 litres              | 1,5 litre                  | Sans limitation   | Sans limitation | Interdit        | Sans limitation |
| 1986      | Quatre temps | Interdit              | 1,5 litre                  | Sans limitation   | Sans limitation | Interdit        | Sans limitation |
| 1987-1988 | Quatre temps | 3,5 litres            | 1.5 litre, 4 bars          | Sans limitation   | Sans limitation | Interdit        | Sans limitation |
| 1989-1991 | Quatre temps | 3,5 litres            | Interdit                   | Sans limitation   | jusqu’à 12      | Interdit        | Sans limitation |
| 1992-1994 | Quatre temps | 3,5 litres            | Interdit                   | Sans limitation   | jusqu’à 12      | Interdit        | Sans plomb      |
| 1995-1998 | Quatre temps | 3,0 litres            | Interdit                   | Sans limitation   | jusqu’à 12      | Interdit        | Sans plomb      |
| 1999      | Quatre temps | 3,0 litres            | Interdit                   | Sans limitation   | jusqu’à 12      | Interdit        | Sans plomb      |
| 2000-2005 | Quatre temps | 3,0 litres            | Interdit                   | Sans limitation   | V10             | Interdit        | Sans plomb      |
| 2006      | Quatre temps | 2,4 litres            | Interdit                   | Sans limitation   | 90° V8          | Interdit        | Sans plomb      |
| 2007      | Quatre temps | 2,4 litres            | Interdit                   | 19 000 tr/min     | 90° V8          | Interdit        | Sans plomb      |
| 2008      | Quatre temps | 2,4 litres            | Interdit                   | 19 000 tr/min     | 90° V8          | 5,75%           | Sans plomb      |
| 2009-2013 | Quatre temps | 2,4 litres            | Interdit                   | 18 000 tr/min     | 90° V8          | 5,75%           | Sans plomb      |
| 2014-2021 | Quatre temps | 1,6 litre             | 1,6 litre                  | 15 000 tr/min     | 90° V6          | 5,75%           | Sans plomb      |
| 2022-2025 | Quatre temps | 1,6 litre             | 1,6 litre                  | Sans limitation   | 90° V6          | 10%             | Sans plomb      |